# Paluweh
Paluweh, també conegut com Rokatenda, és un estratovolcà que forma la petita illa de Palu'e, situada al nord de l'illa de Flores, Indonèsia. Mentre el volcà s'eleva uns 3.000 metres sobre el fons del mar, el seu con s'eleva tan sols 875 metres sobre el nivell del mar i és el punt més alt de l'illa.
L'àmplia regió del cim conté cràters superposats de fins a 900 metres d'amplada juntament amb diversos doms de lava. Al llarg d'una fissura amb tendència nord-oest hi ha diverses fumaroles.
Es tenen constància de diverses erupcions en temps històrics, la més recent de les quals va tenir lloc entre l'octubre del 2012 i l'octubre de 2013. Aquesta erupció va obligar a establir una zona d'exclusió de 3 km i evacuar els habitants més propers al cim.